# 1922–1923-as magyar labdarúgókupa
Az 1922–1923-as magyar kupa a sorozat 7. kiírása volt, melyen az MTK csapata 5. alkalommal diadalmaskodott. Érdekességek: 14 évvel az első kiírás után készült csak el a kupa; nem a pályán adták át először, hanem egy teremben; nem a győztes csapat kapitánya vette át, hanem a klub egyik vezetője.
Az 1923–1924-es magyar labdarúgókupát a VIII., az 1924. évi nyári olimpiai játékok miatt nem írták ki.

## Döntő
| 1. csapat                 | Eredmény | 2. csapat |
| ------------------------- | -------- | --------- |
| Magyar Testgyakorlók Köre | 4–1      | UTE       |

| 1923. június 17. |

| Magyar Testgyakorlók Köre | 4–1 | UTE |
| ------------------------- | --- | --- |
|                           |     |     |

| Üllői út, Budapest Nézőszám: 5 000 Játékvezető: Hajós József (magyar) |

- MTK: Kropacsek – Mandl, Senkey – Kertész II, Nádler, Nyúl II – Braun, Molnár, Opata, Siklóssy, Orth.
- UTE: Remete – Fogl II, Fogl III – Kelecsényi, Baubach, Király – Paulusz, Bluchon, Priboj, Schaller, Szidon
- Gólszerzo: Opata (14.), Siklóssy (30., 38.), Orth (74.), ill. Paulusz (81.)

## Külső hivatkozások
- 1922–1923-as magyar labdarúgókupa. magyarfutball.h. (Hozzáférés: 2014. június 29.)